# Mega Man 11
Mega Man 11 é um jogo eletrônico de plataforma de ação desenvolvido pela Capcom, e é a décima primeira entrada principal da série Mega Man original. Ele traz de volta vários recursos, como dublagem e estilo gráfico 2.5D de jogos anteriores em toda a franquia Mega Man. Ele foi lançado mundialmente para Microsoft Windows, Nintendo Switch, PlayStation 4 e Xbox One em 2 de outubro de 2018.

## Enredo
Em seu novo plano para conquistar o mundo, o Dr. Wily decide equipar oito robôs que ele roubou do Doutor Light com uma de suas primeiras invenções, o Double Gear, que diminui o tempo e aumenta o poder de ataques carregados.
Doctor Light também instala esta invenção no Mega Man, para ajudá-lo a derrotar seu inimigo, embora ele tenha dito a ele que essa invenção poderia ser perigosa.

## Jogabilidade
O Mega Man 11 mantém o estilo de jogo da clássica série de jogos Mega Man, apresentando um estilo gráfico 2.5D com personagens e ambientes 3D poligonais. Os jogadores controlam Mega Man enquanto ele tenta impedir o Dr. Willy de usar um sistema Double Gear que ele inventou baseado em pesquisas que realizou anos antes. Os jogadores viajam através de etapas lineares antes de lutar contra um dos oito Robot Masters de Doctor Willy, incluindo Fuse Man e Block Man.
O Mega Man pode executar movimentos clássicos como o Mega canhão e o slide, bem como obter novas armas ao derrotar chefes no final de cada nível. O destaque para este jogo é o sistema de engrenagem dupla, que concede ao Mega Man duas habilidades adicionais; a engrenagem de velocidade e engrenagem de poder. O Speed Gear permite que o Mega Man diminua o tempo, permitindo que ele evite ataques, enquanto o Power Gear aumenta o poder de ataque das armas do Mega Man; ambos superaquecerão se o Mega Man os usar demais. Quando a saúde do Mega Man é criticamente baixa, ele pode ativar ambas as marchas para realizar um poderoso disparo de carga que só pode ser usado uma vez e deixa o Mega Man enfraquecido depois.

### Chefes
| #       | Nome       | Arma             | Dados do Robô Mestre | Fraqueza         |
| ------- | ---------- | ---------------- | --- | ---------------- |
| DWN-081 | Block Man  | Block Dropper    | Block Man foi projetado para se especializar na construção das paredes externas de grandes projetos. Ele sempre sonhou secretamente em construir uma vasta estrutura que recriaria a era passada de pirâmides e templos. Pode se transformar em um robô gigantesco, aumentando sua força física. É muito mais avançado do que Stone Man (do Mega Man 5) | Chain Blast      |
| DWN-082 | Fuse Man   | Scramble Thunder | O trabalho do Fuse Man é gerenciar e ajustar as estações de transformadores de potência. Ele foi projetado para lidar com correntes elétricas maciças, mas se ele encontrar uma corrente forte demais para ele, os fusíveis na cabeça dele explodirão, poupando-o de uma sobrecarga crítica. É um modelo muito mais avançado de Robot Master elétrico, se comparado com Elec Man, Spark Man, Cloud Man, Plug Man e Sheep Man. | Bounce Ball      |
| DWN-083 | Blast Man  | Chain Blast      | Blast Man é um pirotécnico (ou, em suas palavras, um artista de explosão) que projeta os efeitos explosivos para filmes e parques temáticos. Ele pode fornecer qualquer explosão que o cliente precise, de explosões cataclísmicas a pequenas explosões tímidas. É um modelo muito mais avançado de Robot Master que trabalha com bombas, se comparado com Bomb Man, Crash Man, Nalpam Man, Burst Man e outros. | Blazing Torch    |
| DWN-084 | Acid Man   | Acid Barrier     | Acid Man é um robô cientista de ponta, cujo campo é a química avançada. Sempre perfeccionista, ele garante que todos os produtos químicos sejam medidos exatamente; A mistura desleixada o deixa absolutamente furioso. Ele nunca hesita em pular nos tanques de produtos químicos para verificar as misturas, por sua vez, fazendo dele um excelente nadador. É um modelo muito mais avançado de Robot Master aquático se comparado com Bubble Man, Dive Man, Wave Man e Aqua Man.                                                                                          | Block Dropper    |
| DWN-085 | Tundra Man | Tundra Storm     | Embora Tundra Man tenha sido projetado para desenvolvimento e exploração de terras em climas polares, ele encontrou uma nova obsessão na primeira vez em que assistiu a um campeonato de patinação no gelo na TV. Desde então, ele passou longos anos aperfeiçoando técnicas incríveis de patinação no gelo nas planícies polares. Mas como seu público-alvo é geralmente huskies, ursos polares e focas, ele não recebe muitas críticas. É um modelo muito mais avançado de Robot Master de gelo se comparado com Ice Man, Blizzard Man, Freeze Man, Frost Man e Chill Man. | Scramble Thunder |
| DWN-086 | Torch Man  | Blazing Torch    | Torch Man foi projetado como um consultor de acampamento, ensinando as pessoas sobre a segurança na hora de se fazer uma fogueira. Em seu tempo livre, ele se aventura na natureza para trabalhar em sua própria arte marcial, "Torch-jutsu". Ele começou o Torch-jutsu, a fim de treinar-se para manter suas chamas sob controle, uma vez que o menor estresse pode causar um incêndio. É um modelo muito mais avançado de Robot Master de fogo se comparado com Fire Man, Heat Man, Flame Man e Solar Man.                                                                 | Tundra Storm     |
| DWN-087 | Impact Man | Pile Driver      | Um robô de suporte de construção construído para suportar as condições de trabalho mais difíceis, o Impact Man trabalha principalmente nas fundações de projetos de construção. Seu corpo é constituído por três robôs independentes que se autodenominam Impact Brothers: Kui-ichiro, Kui-jiro e Kui-saburo. É um modelo muito mais avançado de Robot Master construtor se comparado com Guts Man e Concrete Man. | Acid Barrier     |
| DWN-088 | Bounce Man | Bounce Ball      | Bounce Man foi desenvolvido como um robô de teste de colisão, mas suas incríveis habilidades de alongamento e salto o levaram a se tornar um instrutor nas instalações de atletismo indoor "Boing-Boing Park". | Pile Driver      |

## Desenvolvimento
O jogo foi anunciado em dezembro de 2017 como parte da comemoração do 30º aniversário da série, juntamente com os anúncios de relançamentos dos jogos anteriores do Mega Man. Mega Man 11 contará com personagens 3D poligonais e ambientes, partindo da abordagem baseada em pixel art de jogos anteriores, e estará em 2.5D. Está sendo dirigido por Koji Oda e produzido por Kazuhiro Tsuchiya.